# 예기
《예기》(禮記, 문화어: 례기)는 중국 고대 고유가(儒家) 경전인 오경(五經)의 하나로, 예법(禮法)의 이론과 실제를 풀이한 책이다.
공자와 그 후학이 지은 책이지만, 진시황의 분서갱유 이후에 흩어져서 전해지고 있었다. 한 무제 시대에 한나라 제후인 하간헌왕이 공자와 그 후학이 지은 131편 저작을 모아 정리한 후, 그 후에 한 선제 시대에 유향과 대덕(戴德)·대성(戴聖) 형제가 잇따라 증보하거나 간추렸다. 유향이 214편으로 엮었고, 대덕이 85편으로, 대성이 49편으로 편집하였다. 대덕이 증보하여 간추린 문장을 편집한 예기를 따로 구분하여 《대대례》(大戴禮)로 불리기도 한다.
왕조(王朝)의 제도, 상복(喪服), 동작(動作)의 규칙, 예(禮)의 해설, 예악의 이론 등을 담고 있다.
원(元) 순제(順帝) 때 요(遼), 금(金)의 양사(兩史)ㆍ탈탈(脫脫)과 함께 편찬(編纂)했다.
예기는 《의례》, 《주례》와 함께 중국의 삼례(三禮) 가운데 하나다.

## 발생 및 전개
원래 《예기》의 기는 예에 관한 참고의 뜻이고, 예 또는 예경(禮經)에 관련한 토론·주석을 가리키는 말이었다(傳 참조). 즉, 예기는 일반 명사로서 "예의 주석서"였다. 이것이 현재 고유 명사(제목) "예기"로 굳어진 것에 관해서는 논란이 있다.

### 《예기》의 성립

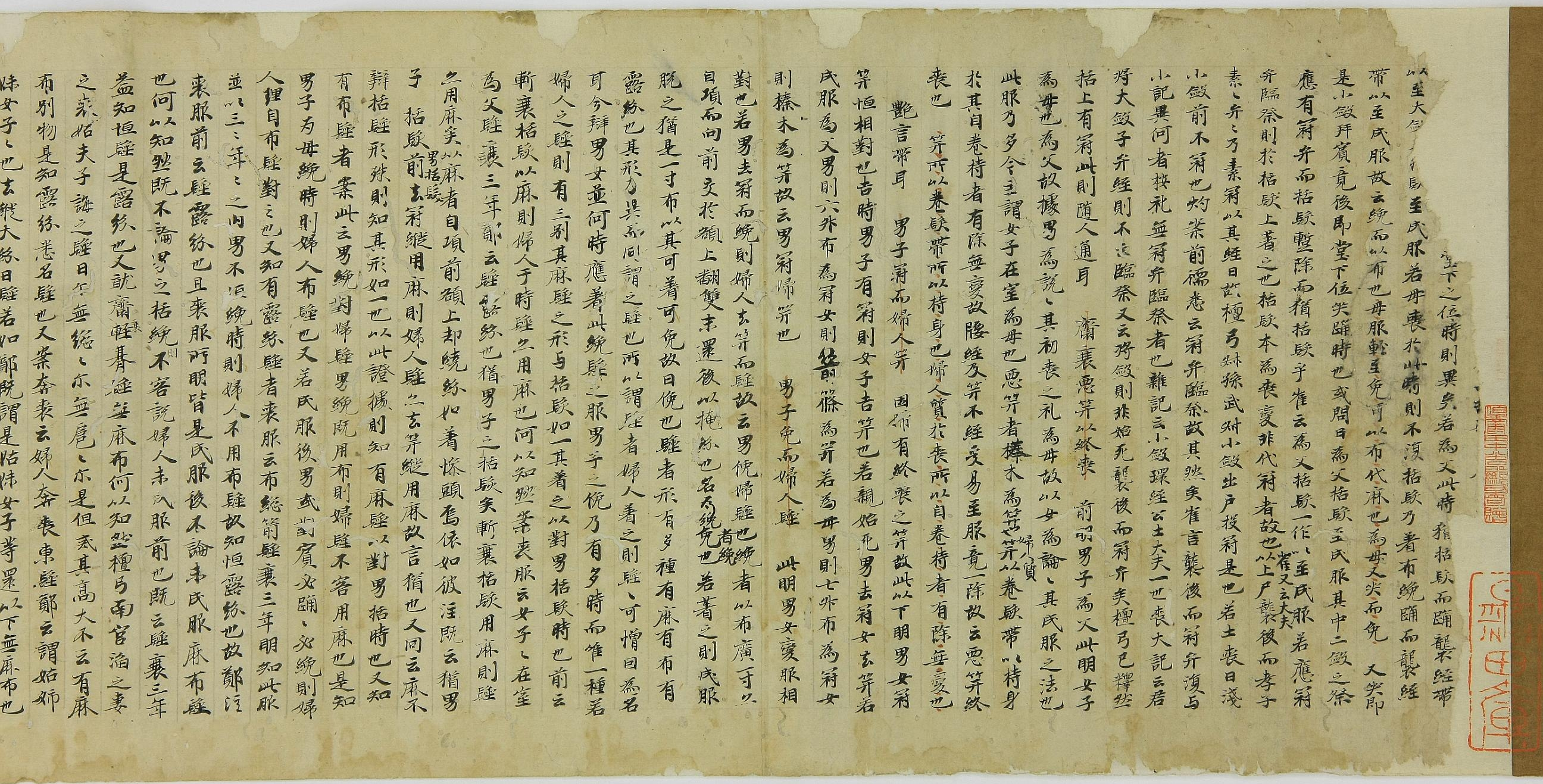

예기 성립에 관해서는 수서의 예문지(藝文志), 경전석문(經典釋文)의 서록(書錄), 정현(鄭玄)이 쓴 육예론(六藝論)의 일문(逸文) 등에서 각각 논하고 있지만, 서로 모순되어 정확한 것은 알려져 있지 않다. 그 중에서도 유력한 학설은 두 존재한다.
그 첫 번째는 《수서》의 경적지(經籍志)를 대표하는 것이다. 이에 따르면, 서한(西漢) 시기의 궁정 도서인 한서(漢書) "예문지"에는 "기(記)" 141 편이 있다. 이 중에서 먼저 대덕(戴徳)이 85 편을 골라 "예기"를 만들었다. 다음 대덕의 큰 조카였던 대성(戴聖)이 대덕의 예기에서 또한 46 편을 골라 별도로 "예기"를 만들었다. 대덕과 대성을 구분하기 위해 대덕을 대대(大戴), 대성을 소대(小戴)라고 부른다. 따라서 대덕의 "예기"를 대대례기(大戴禮記), 대성의 "예기"를 소대례기(小戴禮記)라고 부르게 되었다. 그후 후한(後漢) 말의 대학자 마융은 소대례기 3 편을 추가, 현재 총 49 편이 되었다는 것이다. 이 학설에 따르면, "기(記)"에서 "대대례기", "대대례기"에서 "소대례기"가 태어난 것이다.
두 번째 학설은 정현의 "육예론"을 대표하는 것이다. 이것은 "기"에서 대덕과 대성이 따로따로 골라, 각각 "대대례기"와 "소대례기"를 만들었다는 것이다. 이에 따르면 "대대례기"와 "소대례기"는 원래 따로 만들어진 것이다.
이외에도 "대대례기"와 "소대례기"는 "기"에서 고른 것이 아니라 두 사람의 스승이었던 후창(后蒼)의 곡대기(曲臺記)를 계승한 것으로, 본래는 49 편이었다고 하는 학설도 존재한다. 이것은 황회신(黄懐信) 등이 편찬한 "대대례기 휘교집(黄懐信) 주(注)"에서 확인할 수 있다. 그러나 이 학설의 성립을 인정하기에는 몇 가지 전문적인 문헌 비판을 필요로한다. 어쨌든, "대대례기"와 "소대례기"의 성립에는 확실한 학설이 아니다.
한나라에 있는 "대대례기"와 "소대례기"는 모두 학관에 세워질 수 있어, 후한에는 열네 박사의 하나가되었다. 이 두 사람 중 후한 말기의 대학자 정현은 "소대례기"에만 주석을 붙였다. 이후 정현의 명성도 있고 정현의 주석이 붙은 "소대례기"가 쓰였기 때문에 "대대례기"의 비중은 작아지고 "소대례기"만 유행하게 되었다. 결국 "소대례기"를 줄여 "예기"라고 불르게 되었다. 이것이 현재 "예기"의 원형이다. 또한 현존하는 "대대례기"는 81 편 중 39 편 밖에 남아 있지 않다. (편 수를 세는 방법은 다양하다.)

## 예기의 구성

### 『예기』(총 49편)
- 제1편 곡례 상
- 제2편 곡례 하
- 제3편 단궁 상
- 제4편 단궁 하
- 제5편 왕제
- 제6편 월령
- 제7편 증자문
- 제8편 문왕세자
- 제9편 예운
- 제10편 예기
- 제11편 교특생
- 제12편 내칙
- 제13편 옥조
- 제14편 명당위
- 제15편 상복소기
- 제16편 대전
- 제17편 소의
- 제18편 학기
- 제19편 악기
- 제20편 잡기 상
- 제21편 잡기 하
- 제22편 상대기
- 제23편 제법
- 제24편 제의
- 제25편 제통
- 제26편 경해
- 제27편 애공문
- 제28편 중니연거
- 제29편 중니한거
- 제30편 방기
- 제31편 중용
- 제32편 표기
- 제33편 치의
- 제34편 분상
- 제35편 문상
- 제36편 복문
- 제37편 간전
- 제38편 삼년문
- 제39편 심의
- 제40편 투호
- 제41편 유행
- 제42편 대학
- 제43편 관의
- 제44편 혼의
- 제45편 향음주의
- 제46편 사의
- 제47편 연의
- 제48편 빙의
- 제49편 상복사제

## 한국어 번역
정병섭이 호광의 《예기집설대전》(禮記集說大全)을 저본으로 번역하여, 학고방에서 출간하였다.